# Kaindorf (Gemeinde Weitensfeld im Gurktal)
Kaindorf ist eine Ortschaft in der Gemeinde Weitensfeld im Gurktal im Bezirk St. Veit an der Glan in Kärnten. Die Ortschaft hat 144 Einwohner (Stand 1. Jänner 2024). 

## Lage

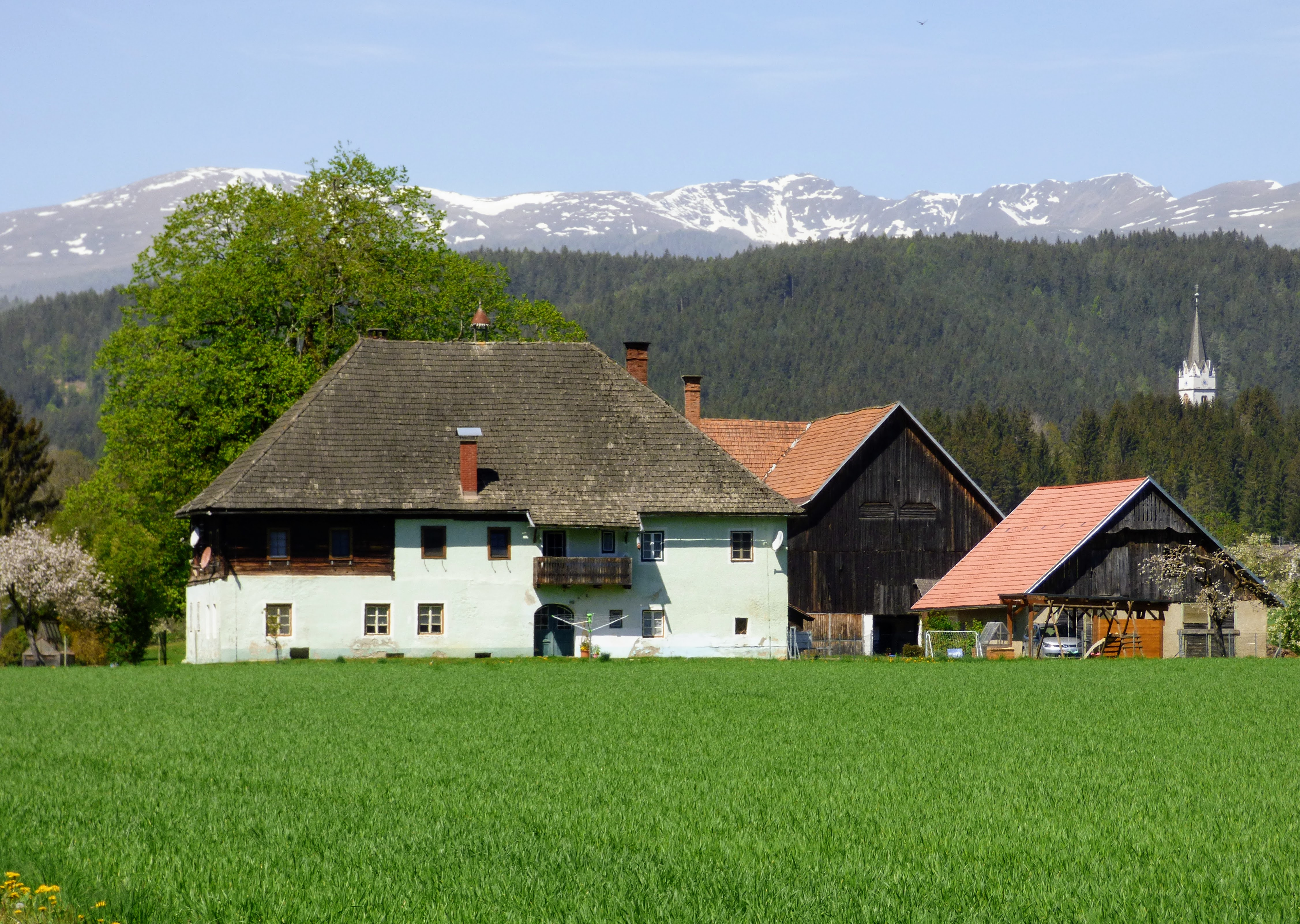
Harder, Kaindorf Nr. 8

Kaindorf liegt am Talboden des Gurktals zwischen Altenmarkt und Weitensfeld, teils in der Katastralgemeinde Linder, teils in der Katastralgemeinde Altenmarkt.
Die Ortschaft besteht überwiegend aus in der zweiten Hälfte des 20. Jahrhunderts errichteten Einfamilienhaussiedlungen. An Vulgonamen aus der ursprünglichen Streusiedlung werden die Meritscher Hube (Neritscher, Nr. 1), Brucker Hube (Nr. 3), Glanzer Hube (Nr. 5), Strutz Hube (Nr. 7), Harder Gut (Nr. 8) und Flottbauerhube (Flotthube, Nr. 17) geführt.

## Geschichte
Gut Pruk (Vorläufer der Brucker Hube) wurde 1404 erwähnt.
Bei Gründung der Ortsgemeinden Mitte des 19. Jahrhunderts kam Kaindorf an die Gemeinde Weitensfeld. 
Am 27. Juli 1934 kam es in Kaindorf zu einer 20-minütigen Schießerei zwischen aus dem oberen Gurktal in Richtung Weitensfeld vorrückenden nationalsozialistischen Putschisten und einer Heimwehreinheit. In diesem verlustreichsten Einzelgefecht des Juliputsches fielen sieben Aufständische und zwei Heimwehrmänner.
Bei der Kärntner Gemeindestrukturreform von 1973 kam Kaindorf an die damals neu errichtete Gemeinde Weitensfeld-Flattnitz, bei deren Auflösung 1991 wieder zur Gemeinde Weitensfeld im Gurktal.

## Bevölkerungsentwicklung
Für die Ortschaft ermittelte man folgende Einwohnerzahlen:
- 1846: 6 Häuser, 40 Einwohner[4]
- 1869: 8 Häuser, 86 Einwohner[5]
- 1880: 10 Häuser, 118 Einwohner[6]
- 1890: 9 Häuser, 112 Einwohner[7]
- 1900: 10 Häuser, 127 Einwohner[8]
- 1910: 12 Häuser, 148 Einwohner[9]
- 1923: 11 Häuser, 114 Einwohner[10]
- 1934: 98 Einwohner[11]
- 1961: 18 Häuser, 111 Einwohner[12]
- 2001: 54 Gebäude (davon 52 mit Hauptwohnsitz) mit 65 Wohnungen und 65 Haushalten; 205 Einwohner und 10 Nebenwohnsitzfälle; 8 Arbeitsstätten, 16 land- und forstwirtschaftliche Betriebe[13]
- 2011: 55 Gebäude, 166 Einwohner, 69 Haushalte, 14 Arbeitsstätten[14]
- 2021: 56 Gebäude, 150 Einwohner, 61 Haushalte, 27 Arbeitsstätten[15]

## Persönlichkeiten
- Valentin Frisur († 1861), Bürgermeister von Weitensfeld
- Rudolf Mattersdorfer (1856–1943), Landtagsabgeordneter in Kärnten